# Niks (luna)
Niks je naravni satelit pritlikavega planeta Pluton. Priznan je bil 22. junija 2006. Njegov premer na najširšem obsegu ocenjujejo na 49 km. Skupaj s Plutonovo najbolj oddaljeno luno Hidro je bil odkrit 15. maja 2005 s pomočjo Hubblovega teleskopa. Poimenovan je po Niks, grški boginji noči. Niks je tretja Plutonova luna, orbitira med Stiksom in Kerberom.